# Starlight (programa de televisión)
Starlight era un programa de televisión británico, el cual fue a la vez uno de los primeros programas con transmisiones regulares en la BBC en los años 30. Su primer episodio fue emitido el 3 de noviembre de 1936 (el día después de la apertura oficial de la señal televisiva) y continuó sus emisiones hasta la suspensión del servicio televisivo durante la Segunda Guerra Mundial en 1939.
Posterior al reinicio de las transmisiones de la BBC en 1946, Starlight fue uno de los pocos programas emitidos antes de la guerra que retornaron a las pantallas, y siguió con sus transmisiones durante tres años hasta 1949. El programa consistía en un show de variedades que presentaba comediantes, cantantes, bailarines y diversos actos de entretenimiento. En un episodio de los años 30 la cantante Gracie Fields hizo su primera aparición televisiva.
Al igual que otros programas de la BBC en aquel tiempo, Starlight era transmitido en vivo desde los estudios en Alexandra Palace. Los programas no fueron grabados, y solo existen fotografías de escenas del programa.